# جایزه بهترین وبلاگ‌ها
بهترین وبلاگ‌ها (به انگلیسی: Best of the Blogs) به‌طور مخفف BOBs بزرگترین مسابقه بین‌المللی وبلاگ‌نویسی است. این مسابقه توسط دویچه وله آلمان تأسیس شده. این مسابقه با تمرکز بر موضوع آزادی اطلاعات و مطبوعات برگزار می‌شود. از سال ۲۰۰۵ این مسابقات با همکاری گزارشگران بدون مرز جایزه ویژه را برای همین موضوع انتخاب کرده‌است.
مسابقه بهترین وبلاگ‌ها بین وبلاگ‌ها، پادکست‌ها و ویدئوکست‌ها در ۱۰ زبان : آلمانی، اسپانیایی، انگلیسی، پرتغالی، چینی، روسی، عربی، فارسی، فرانسوی، هلندی برگزار می‌شود.